# André de Ridder (auteur)
André de Ridder (Antwerpen 20 oktober 1888  - Borgerhout 1 juli 1961), was een Belgisch econoom, romanschrijver, essayist en kunstcriticus die zowel in het Frans als in het Nederlands schreef.

## Levensloop
André de Ridder werd in 1924 na zijn opleiding aan de Rijkshandelshogeschool (het latere Rijksuniversitair Centrum Antwerpen) te Antwerpen gevolgd te hebben, hoogleraar statistiek en financien aan de Rijks- universiteit te Gent, de Rijkshandelshogeschool en de Koloniale Hogeschool te Antwerpen. Als econoom verdedigde hij nog de gouden standaard om inflatie te beheersen. Hij was naast zijn hoogleraarschap redacteur van het literaire tijdschrift Vlaamsche Arbeid en Den Gulden Winckel, en stichter van de tijdschriften De Boomgaard en Het Roode Zeil. De Ridder wordt beschouwd als de leider van de Boomgaardgeneratie, die Europees en kosmopolitisch wilde zijn. Hij was in de Vlaamse literatuur een pionier op verschillende gebieden. Zo introduceerde hij uit Frankrijk het dilettantisme en schreef daarnaast hij als tegenreactie op de opkomende boerenroman in de Vlaamse literatuur, verschillende romans die het grote-stadsleven uitbeelden. Tevens was hij de eerste die literaire interviews afnam (Bij Louis Couperus) en de eerste die een geromanceerde biografie in België schreef (Ninon de Lenclos, Jean de La Fontaine). Na de Eerste Wereldoorlog stichtte De Ridder het tijdschrift en galerie Sélection, die later zijn naam zou geven aan de gelijknamige beweging. André de Ridder werd ook een promotor van de expressionistische schilderkunst. Schreef als zodanig ook een aantal kunstkritieken en werkte daarbij samen met galeriehouder Paul-Gustave van Hecke.

## Werken
- Stijn Streuvels, zijn leven en zijn werk (1907)
- Onze schrijvers geschetst in hun leven en werken. Eerste bundel (1908)
- Pastoor Hugo Verriest (1908)
- Onze schrijvers geschetst in hun leven en werken (2 delen) (1908-1909)
- Onze schrijvers geschetst in hun leven en werken. Tweede bundel (Vlaamsche schrijvers) (1909)
- Gesprekken met den wijzen jongeling (1910)
- De koude Eroos (1911)
- Over de Jong-Weensche dichters (1911)
- Pol de Mont (1911)
- Charles Baudelaire (1912)
- De gelukkige echt van Filiep Dingemans (1912)
- Filiep Dingemans' liefdeleven (1912)
- Bij Louis Couperus (1917)
- Ninon de Lenclos (1917)
- De gelukkige stonde (1918)
- Jean de La Fontaine (1918)
- Remy de Gourmont (1918)
- La littérature flamande contemporaine (1923)
- Le génie du Nord (1925)
- Anthologie des auteurs flamands (1926)
- La jeune peinture belge (1929)
- Ossip Zadkine (1929)
- James Ensor (1930)
- Sint-Martens-Laethem, kunstenaarsdorp (1946)
- Oscar Jespers (1948)